# Белюкас, Казимерас
Кази́мерас Белю́кас (лит. Kazimieras Bieliukas, 27 сентября 1901, дер. Дугнай Паэжерской волости (ныне Вилкавишского района) — 4 мая 1991, Вильнюс) — литовский географ, доктор географических наук (1936), академик Академии наук Литовской ССР (1946), ректор Вильнюсского государственного университета (1944—1945); заслуженный деятель науки Литовской ССР (1965), лауреат Государственной премии Литовской ССР (1958).

## Биография
Родился в деревне Дугнай (ныне — Вилкавишский район). Учился в реальной гимназии в Мариямполе. Окончил Литовский университет в Каунасе (1929). Член Географического общества (1936). С 1939 года работал в Вильнюсском университете, в 1939—1941 годах проректор, профессор (1940), в 1940—1952 годах заведующий кафедрой физической географии. В 1944—1945 годах ректор Вильнюсского государственного университета. Академик Академии наук Литовской ССР (после 1991 года Академии наук Литвы) с 1946 года; в 1946—1962 годах академик-секретарь президиума Академии наук Литовской ССР (после 1991 года Академии наук Литвы). Одновременно директор Института геологии и географии АН Литовской ССР (1946—1963). В 1963—1978 годах руководил отделом географии Института зоологии и паразитологии. Председатель Общества географов Литвы (1957—1967), учреждённого по его инициативе. Похоронен на Антакальнисском кладбище.

## Награды и звания
- Государственная премия Литовской ССР (1958)
- Заслуженный деятель науки Литовской ССР (1965)

## Научная деятельность
Основные труды о форме озёрных котловин, морфометрии и классификации озёр, перемешивании вод. Автор книг «Озёра бассейна Довине» („Dovinęs baseino ežerai“, 1937), «Основы озероведения» („Ežerotyros pagrindai“, 1961). Совместно с Й. Крищюнасом составил каталог озёр Литвы („Lietuvos ežerų katalogas“, 1953); один из авторов «Физической географии Литовской ССР» („Lietuvos TSR fizinė geografija“, t. 1, 1958; совместно с другими Государственная премия Литовской ССР, 1959).